# Danielle Winits
Danielle Winits, nghệ danh của Danielle Winitskowski de Azevedo, (Rio de Janeiro, Brazil, ngày 5 tháng 12 năm 1973) là một nữ diễn viên, vũ công và ca sĩ người Brazil. Cô đã xuất hiện thường xuyên trong một số phim truyền hình Brazil  và cũng đóng vai nhân vật Velma Kelly trong một phiên bản Brazil của vở nhạc kịch Chicago. Danielle Winits cũng đã lên ảnh hai lần cho Playboy Brazil.

## Tiểu sử
Danielle tham gia các khóa học về ballet, nghệ thuật và diễn xuất, và trở thành một nữ diễn viên trong nhà hát, điện ảnh và truyền hình. Trong nhà hát, cô luôn thích nhạc kịch, nơi cô đã xuất sắc trở thành một vũ công và ca sĩ. Cô bắt đầu sự nghiệp truyền hình vào năm 1993, trong bộ phim ngắn của Brazil, Sex Appeal. Lần ra mắt sân khấu của cô đến vào năm sau trong ban nhạc Band-Aid. Vai diễn điện ảnh đầu tiên của cô là vào năm 1999 trong bộ phim Até que a Vida nos Separe.

### Cuộc sống cá nhân
Ông nội của cô, Rubens Vieira Winitskowski, là thành viên của Tập đoàn tiêm kích số 1 của Không quân Brazil, được phái đến chiến đấu ở Ý trong Thế chiến II với tư cách là một trung sĩ thứ ba, một phần của đội hỗ trợ mặt đất.
Từ năm 2005 đến 2010, cô kết hôn với nam diễn viên kiêm người mẫu Cássio Reis. Vào ngày 19 tháng 12 năm 2007, cô sinh con trai đầu lòng của cô, Noah.
Vào ngày 8 tháng 12 năm 2010, cô kết hôn với nam diễn viên Jonatas Faro. Hai người ly dị vào tháng 3 năm 2011 nhưng họ kịp có một đứa con trai tên là Guy, sinh ngày 28 tháng 4 năm 2011 